# 未來韓國黨
未來韓國黨（韩语：／ Miraehangukdang）是大韓民國已解散的保守派政黨，為當時韓國在野黨自由韓國黨及其後繼的未來統合黨為應對2020年國會選舉改制而成立的衛星黨，成立於2020年2月5日，同年5月29日重新併入未來統合黨。

## 党史
为应对2020年大韓民國國會選舉的选举改制对大型政党所造成的影响，时任自由韩国党院内代表的沈在哲表示应建立比例用的卫星政党来应对。自由韩国党的部分议员遂选择退党建立“比例自由韩国党”，但中央选举管理委员会于2020年1月13日表示不允许政党使用“比例”的名称，于是更党名为未来韩国党，并于2月5日召开建党大会正式建党。
2020年國會選舉中，未来韩国党在政党票中得票居首，获得19席；但其母党未來統合黨在地区选举中仅获84席，合计仅103席，创下保守派席次最少记录。
在選舉之後，未來韓國黨隨即與未來統合黨進行合併討論，並於同年5月22日宣布此黨將於5月29日併入未来统合党。

## 党务组织

### 歷任黨首
| 任次 | 姓名   | 職銜   | 就任日期      | 离任日期      |
| 1    | 韓善教 | 黨代表 | 2020年2月5日  | 2020年3月19日 |
| 2    | 元裕哲 | 黨代表 | 2020年3月20日 | 2020年5月29日 |

### 历任指導部
初代（2020年2月5日－2020年3月19日）
- 黨代表：韓善教（朝鲜语：한선교）
- 事務總長：曹薰鉉
- 最高委員：金盛贊（朝鲜语：김성찬 (군인)）、鄭雲天（朝鲜语：정운천）、李鍾明（朝鲜语：이종명 (1959년)）

第二代（2020年3月20日－2020年5月29日）
- 黨代表：元裕哲（英语：Won Yoo-chul）
- 事務總長：廉東烈（朝鲜语：염동열）
- 政策委員長：金基善（朝鲜语：김기선）
- 最高委員：鄭雲天（朝鲜语：정운천）、張錫春（朝鲜语：장석춘）
- 常任顧問：鄭甲潤

## 主要選舉記錄

### 國會選舉
| 年度 | 選舉   | 贏得席位 | 區域得票數 | 區域得票率 | 區域席位 | 比例得票數 | 比例得票率 | 比例席位 | 選舉結果      | 領袖   |
| ---- | ------ | -------- | ---------- | ---------- | -------- | ---------- | ---------- | -------- | ------------- | ------ |
| 2020 | 第21屆 | 19 / 300 | 未參選     | 未參選     | 未參選   | 9,441,520  | 33.84%     | 19 / 47  | ▼ 1；第三大黨 | 元裕哲 |

## 外部連結
- 未來韓國黨